# Rio Ibidui da Armada
« Rio Ibicuí da Armada » redirige ici. Pour les autres significations, voir Ibicuí (homonymie).
Le rio Ibidui da Armada (ou Ibicuí da Armada) est un cours d'eau brésilien de l'État du Rio Grande do Sul. Il forme le rio Ibicuí en mêlant ses eaux à celles du rio Santa Maria sur la municipalité de Rosário do Sul.